# Stemonoporus angustisepalus
Stemonoporus angustisepalus är en tvåhjärtbladig växtart som beskrevs av A.J.G.H. Kostermans. Stemonoporus angustisepalus ingår i släktet Stemonoporus och familjen Dipterocarpaceae. Inga underarter finns listade i Catalogue of Life.